# سيمور بابيرت
سيمور أوبري بابيرت (بالإنجليزية: Seymour Aubrey Papert)‏ (من مواليد 29 فبراير 1928) هو عالم حاسوب ورياضياتي ومربي. يُعتبر من الرائدين في مجال الذكاء الإصطناعي، وساهم مع والي فيورزيج في اختراع لغة البرمجة لوغو.

## النشأة والتعليم
درس بابيرت في جامعة ويتواترسراند، وحصل على بكالوريوس في الفنون والآداب عام 1949 ودكتوراه في الرياضيات عام 1952. ثم انتقل بعدها إلى جامعة كامبريدج وحصل منها أيضا على دكتوراه في الرياضيات عام 1959.

## السيرة المهنية
عمل بابيرت كباحث في أماكن عديدة من ضمنها: كلية سانت جونز (كامبريدج)، معهد هنري بوانكاريه في جامعة باريس، جامعة جنيف، ومختبر الفيزياء الوطني في لندن. قبل أن يصبح باحثا مشاركا في معهد ماساتشوستس للتقنية عام 1963، وشغل هذا المنصب حتى عام 1967 عندما أصبح أستاذا في الرياضيات التطبيقية، وعُين من قبل مارفن مينسكي مديرا لمختبر الذكاء الإصطناعي في معهد ماساتشوستس للتقنية حتى عام 1981.

## وصلات خارجية
- صفحته الرئيسية.
- مقالات له وعنه.